# ايكر كامانو
ايكر كامانو (بالإسبانية: Iker Camaño)‏ مواليد 14 مارس 1979 في سانتورتزي، إسبانيا، هو دراج إسباني في صنف سباق الدراجات على الطريق.

## روابط خارجية
- ايكر كامانو على موقع أرشيف الدراجات (الإنجليزية)
- ايكر كامانو على موقع إحصائيات الدراجات الإحترافية (الإنجليزية)
- ايكر كامانو على موقع نسبة الدراجات (الإنجليزية)
- ايكر كامانو على موقع CycleBase (الإنجليزية)